# 猿払駅

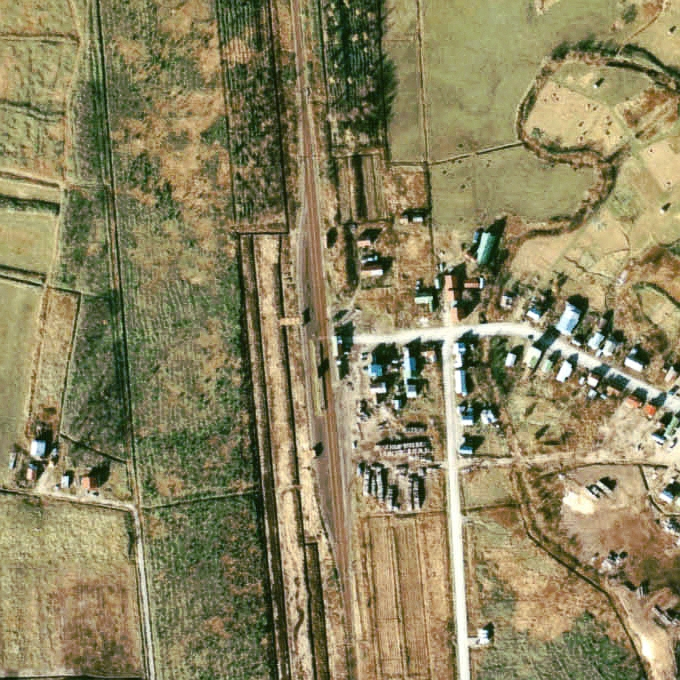
1977年の猿払駅と周囲約500m範囲。上が南稚内方面。相対式ホーム2面2線、駅裏に副本線、駅舎横の浜頓別側に貨物ホームと引込み線をもつ。貨物ホーム側に木材が野積みされているが、駅裏のストックヤードは使用されていない。

猿払駅（さるふつえき）は、北海道（宗谷支庁）宗谷郡猿払村字猿払にかつて設置されていた、北海道旅客鉄道（JR北海道）天北線の駅（廃駅）である。電報略号はサフ。事務管理コードは▲121911。

## 歴史
- 1920年（大正9年）11月1日 - 鉄道省宗谷本線の浅茅野駅 - 鬼志別駅間の延伸開通に伴い、開業[1]。一般駅[1]。
- 1930年（昭和5年）4月1日 - 音威子府駅 - 稚内駅間を宗谷本線から分割し路線名を北見線に改称、それに伴い同線の駅となる。
- 1949年（昭和24年）6月1日 - 公共企業体である日本国有鉄道に移管。
- 1961年（昭和36年）4月1日 - 路線名を天北線に改称、それに伴い同線の駅となる。
- 1982年（昭和57年）6月1日 - 貨物の取り扱いを廃止[1]。
- 1984年（昭和59年）2月1日 - 荷物の取り扱いを廃止[1]。
- 1986年（昭和61年）11月1日 - 交換設備の運用を取りやめ、同時に無人駅化[3]。
- 1987年（昭和62年）4月1日 - 国鉄分割民営化により、北海道旅客鉄道（JR北海道）の駅となる[1]。
- 1989年（平成元年）5月1日 - 天北線の全線廃止に伴い、廃駅となる[1]。

## 駅構造
廃止時点で、1面1線の単式ホームを有する地上駅であった。ホームは、線路の東側（南稚内方面に向かって右手側、旧1番線）に存在した。かつては、単式ホーム・島式ホーム（片面使用）を複合した計2面2線のホームと線路を有する、列車交換が可能な交換駅であった。互いのホームは、駅舎側ホーム中央と島式ホーム北側を結んだ構内踏切で連絡した。駅舎側（東側）が上りの1番線、島式ホーム（西側）が下りの2番線となっていた。島式ホームの外側に1線を側線として有しており、その他1番線の音威子府方から分岐し駅舎南側の切欠き部分の貨物ホームへの貨物側線を1線有していた。
無人駅となっていたが、有人駅時代の木造駅舎が残っていた。駅舎は構内の東側に位置し、ホーム中央部分に接していた。

## 利用状況
乗車人員の推移は以下のとおり。年間の値のみ判明している年については、当該年度の日数で除した値を括弧書きで1日平均欄に示す。乗降人員のみが判明している場合は、1/2した値を括弧書きで記した。
| 年度               | 乗車人員 | 乗車人員 | 出典  | 備考                      |
| 年度               | 年間     | 1日平均  | 出典  | 備考                      |
| ------------------ | -------- | -------- | ----- | ------------------------- |
| 1978年（昭和53年） |          | 60       | [ 5 ] |                           |
| 1981年（昭和56年） |          | (21.0)   | [ 4 ] | 1日当たりの乗降客数は41人 |

## 駅周辺
村名と同名の駅であったが、村の中心部には位置しておらず、急行「天北」は通過していた（村内の「天北」停車駅は、鬼志別駅だった）。周囲は酪農地帯であった。
- 北海道道584号猿払停車場線
- 北海道道585号狩別猿払停車場線
- 北海道道1089号猿払鬼志別線 - 天北線廃線跡を転用している。
- 浜猿払小学校
- 狩別川[6]
- ポロ沼 - 駅から北東に約1km。大白鳥飛来地[4]。
- キモマ沼[6]
- エサヌカ原生花園 - 駅から北東に約4kmのオホーツク海岸沿い。ハマナスなどの群生地[4]。
- 宗谷バス天北宗谷岬線「猿払」停留所

## 駅跡
2001年（平成13年）時点で、駅跡地には鉄道関連施設は何も残っていない。2010年（平成22年）時点、2011年（平成23年）時点でも同様であった。バス待合室があるのみである。
駅名標の枠から取り外された駅名表示部分は、鬼志別駅跡に建築された「鬼志別バスターミナル」1階の天北線の資料展示室に保存・展示されている。
また、周辺の線路跡は、浜頓別駅跡から当駅跡までは「北オホーツクサイクリングロード」に、当駅跡から鬼志別駅跡までは北海道道1089号猿払鬼志別線にそれぞれ転用されている。

## 隣の駅
北海道旅客鉄道
天北線
浅茅野駅 - 猿払駅 - 芦野駅